# Muhamed Mehmedbašić
Muhamed Mehmedbašić (Stolac, 1887. – Sarajevo, 29. svibnja 1943.), bosanskohercegovački revolucionar, član Mlade Bosne, iz obitelji Mehmedbašića.

## Životopis
Rođen je u Stocu od oca Mehmeda i majke Nure. Roditelji su mu bili konzervativni muslimani. Poslali su ga na školovanje u muslimanskim vjerskim školama u Stocu sibjan-mekteb i mektebi-iptidaiju. Školovao se sedam i pol godina. Mehmedbašićev je otac umro u Bejrutu pri povratku iz Meke kad je hodočastio na Ćabu. Neko je vrijeme bio mujezin u stolačkoj džamiji. Potom je izučio stolarski obrt i tim se zanimanjem bavio poslije. Pred Austro-ugarsko zaposjedanje Bosne i Hercegovine obitelj mu se iz Sarajeva povukla i sklonila u rodnu Hercegovinu. Muhamedov djed Ibrahim bio je žestoki protivnik Austro-Ugarske i njene vlasti, čiji je dolazak smatrao "zapadnom okupacijom". Austro-ugarske vlasti su ga objesile u Sarajevu kolovoza 1878. godine. Tako su izbjegli rizik slične sudbine. Time se Muhamedu od djetinjstva fiksirala ideja otpora Austro-Ugarskoj. Njegov ga je mještanin i suborac Mustafa Golubić pomogao u uvježbavanju i pripremama za atentat na Oskara Potioreka, upravitelja Bosne i Hercegovine. Ali, došla je vijest da će prijestolonasljednik Franjo Ferdinand posjetiti Sarajevo na srpski sveti dan Vidovdan i to je promijenilo planove.
Kada je objavljeno da će nadvojvoda Franjo Ferdinand naslijediti prijestolje Austro-Ugarske te da će posjetiti Sarajevo u lipnju 1914. godine Dragutin Dimitrijević, šef obavještajne službe u srpskoj vojsci i čelnik Crne ruke, poslao je tri čovjeka - Gavrila Principa, Trifka Grabeža i Nedeljka Čabrinovića u Sarajevo da izvrše atentat. Po dolasku u Sarajevo zavjerenici su se pridružili ostalim sudionicima zavjere: Muhamedu Mehmedbašiću, Danilu Iliću, Vasi Čubriloviću, Cvijetku Popoviću, Mišku Jovanoviću i Veljku Čubriloviću. Svakome od njih bilo je zapovjeđeno ubiti Franju Ferdinanda kada dođe do mjesta gdje se nalaze. Prvi zavjerenik Muhamed Mehmedbašić, koji je stajao ispred zgrade Austro-ugarske banke, nije pucao kada je naišlo vozilo. Kasnije na suđenju izjavio je kako je ispred njega stajao policajac te se bojao da će ga uhititi prije nego što ispali hitac. Nakon saslušanja Principa i Čabrinovića, oni su odali svoje drugove u zavjeri koji su, osim Muhameda Mehmedbašića koji je uspio pobjeći u Srbiju, uhvaćeni i osuđeni za ubojstvo i izdaju. 
Šef vojne obavještajne službe Kraljevine Srbije Dragutin Dimitrijević Apis je kontrolirao organizaciju Mlada Bosna koja je izvršila atentat. Mehmedbašić prebjegao je k njemu i uz njega ostao do samog kraja. Mehmedbašićeva trasa bijega bila je iz Sarajeva pa preko Hercegovine u Crnu Goru i na kraju Srbija. Došao je do čina potporučnika u Vojsci Kraljevine Srbije. Bio na velikom povlačenju srpske vojske kroz Albaniju. Otišao na Solunsko bojište. U Solunu je završio u zatvor. Sudilo mu se na Solunskom procesu. Optužen je za urotu protiv kralja Aleksandra Karađorđevića. Osuđen je na 15 godina zatvora. Odrobijao je dvije godine. Kaznu je prekinulo osobno pomilovanje od samog kralja, koji mu je uz to i darovao lijepu kuću na Ilidži. Svojoj djeci nije dao muslimanska imena, nego Zoran, Nada, Vladimir i Velimir. Sam je ostao odan Islamu do smrti.
U NDH je odmah uhićen 1941. godine jer je bio vlastima sumnjiv element. Umro je 29. svibnja 1943. u Sarajevu. Prije smrti izrazio je želju da ga pokopaju u Vidovdanskoj kapeli s Mladobosancima, no Srpska pravoslavna crkva to nije odobrila jer nije bio kršćanin, već musliman. Zato je pokopan na groblju najbližem Vidovdanskoj kapeli, na muslimanskom groblju na Butmiru.